# Sulfaguanidin
Sulfaguanidin ist eine chemische Verbindung aus der Gruppe der Sulfonamide.

## Eigenschaften
Sulfaguanidin ist ein weißes Pulver, das sich an Luft allmählich verfärbt.

## Verwendung
Sulfaguanidin wird als Vertreter der Sulfonamide als Antibiotikum in der Tiermedizin (selten) verwendet. Diese Verbindungen besitzen eine hemmende Wirkung auf die intrazelluläre Folsäuresynthese von Mikroorganismen und wirken nach einer Latenzzeit von 4 bis 6 Stunden bakteriostatisch.

## Pharmakologische Eigenschaften
Sulfaguanidin gehört zu den oral schwer resorbierbaren Sulfonamiden und hat nur lokal im Verdauungstrakt eine Wirkung auf bakterielle Erreger.